# Shéhérazade (film 2018)
Shéhérazade è un film del 2018 diretto da Jean-Bernard Marlin. È stato presentato al Festival di Cannes 2018 tra le proiezioni speciali nella sezione della Settimana Internazionale della Critica.

## Trama
Il diciassettenne Zach appena uscito di prigione non ha un posto dove stare e, costretto a vivere per strada, è qui che conosce e si innamora di una prostituita. La loro storia turbolenta lo porterà ad affrontare situazioni sempre più difficili.

## Produzione e distribuzione
È stato prodotto da Geko Films, con la coproduzione di Arte France Cinéma, Canal+, Arte France.
È distribuito dalla piattaforma Netflix.

## Premi
Alla rassegna Jean-Bernard Marlin è stato candidato per la Golden Camera.
La pellicola ha vinto tre Premi César nel 2019: Miglior opera prima, migliore promessa maschile (Dylan Robert) e migliore promessa femminile (Kenza Fortas).